# 조선기록과학영화촬영소
조선기록과학영화촬영소는 조선민주주의인민공화국의 기록영화 촬영소이다.